# Herren är min herde, mig skall intet fattas
Herren är min herde, mig skall intet fattas, kallas ofta bara "Herren är min herde" är en psaltarpsalm med text från Psaltaren 23. Musiken är komponerad 1977 av Christer Palm.

## Publicerad i
- Psalmer och Sånger 1987 som nummer 754 under rubriken "Psaltarpsalmer och andra sånger ur bibeln".[1]